# Batalla de Stockach (1799)
La [Primera] Batalla de Stockach tuvo lugar el 25 de marzo de 1799, cuando los ejércitos franceses y austríacos lucharon por el control de la región, geográficamente estratégica, de Hegau, en lo que actualmente es Baden-Württemberg. En un contexto militar más amplio, esta batalla constituye la piedra angular en la primera campaña del suroeste de Alemania durante las Guerras de la Segunda Coalición, parte de las Guerras Revolucionarias Francesas.
Fue la segunda batalla entre el Ejército del Danubio, comandado por Jean-Baptiste Jourdan, y el Ejército de Habsburgo, al mando del Archiduque Carlos; los ejércitos se habían reunido unos días antes, del 20 al 22 de marzo, en el pantanoso terreno al sureste de Ostrach y en las alturas de Pfullendorf. En aquella batalla, la inmensa superioridad numérica del ejército austríaco (de casi tres hombres austriacos por uno francés), obligó a los franceses a retirarse.
En Stockach, los franceses concentraron sus fuerzas en líneas más cortas, creando unas intensas condiciones de combate; en un principio, la línea de Carlos estaba más extendida, pero rápidamente sacó tropas adicionales de sus reservas para fortalecer el frente. Cuando una pequeña fuerza francesa comandada por Dominique Vandamme estuvo cerca de flanquear al ejército austríaco, la intervención de Carlos fue crucial para los austriacos, ya que consiguió tiempo para que llegaran refuerzos. El general Jourdan, mientras intentaba reunir a sus hombres, estuvo cerca de morir pisoteado. Finalmente, los franceses se vieron obligados a retroceder hasta el río Rin .

## Antecedentes
A pesar de que las fuerzas de la Primera Coalición lograron, en un principio, varias victorias en; Verdún, Kaiserslautern, Neerwinden, Mainz, Amberg y Würzburg, la labor de Napoleón Bonaparte en el norte de Italia hicieron retroceder a las fuerzas austriacas, dando como resultado la negociación de la Paz de Leoben (17 de abril de 1797) y el posterior Tratado de Campo Formio (en octubre de 1797). Este tratado resultó muy difícil de administrar. Austria tardó en ceder algunos de los territorios venecianos. Un Congreso fue convocado en Rastatt con el propósito de decidir qué Estados del suroeste de Alemania serían mediatizados como compensación para las casas dinásticas por las pérdidas territoriales, pero no logró hacer ningún progreso. Con el apoyo de las fuerzas francesas, los insurgentes suizos protagonizaron varios levantamientos, que finalmente provocaron el derrocamiento de la Confederación Suiza después de 18 meses de guerra civil.
A principios de 1799, el Directorio francés se había impacientado con las tácticas dilatorias empleadas por Austria. Un levantamiento en Nápoles generó más alarmas, y los recientes avances en Suiza sugirieron que era el momento oportuno para aventurarse en otra campaña en el norte de Italia y al suroeste de Alemania.

## Preludio de la batalla
Cuando llegó el invierno en 1799, el general Jean Baptiste Jourdan y su ejército de 25 000 hombres, el llamado Ejército de Observación, cruzó el Rin entre Basilea y Kehl  el 1 de marzo. Este cruce violó oficialmente el Tratado de Campo Formio. El 2 de marzo, el Ejército pasó a llamarse Ejército del Danubio, por orden del Directorio francés.
El ejército se topo con poca resistencia mientras avanzaba a través de la Selva Negra; lo cruzó en cuatro columnas, a través de Höllental (valle de Hölle), a través de Oberkirch y Freudenstadt, y en el extremo sur del bosque, a lo largo de la orilla del Rin. Aunque un Concilio prudente podría haberle aconsejado a Jourdan que estableciera una posición en la ladera oriental de las montañas, no lo hizo; en cambio, empujó a través de la llanura del Danubio, tomando posición entre Rottweil y Tuttlingen.
El ejército austríaco y el Archiduque Carlos, su comandante en jefe, habían pasado el invierno en los territorios de Baviera, Austria y Salzburgo en el lado este del Lech; su fuerza contaba con cerca de 80 000 tropas, y superaban en número a la fuerza francesa por tres a uno. Otros 26 000 hombres, comandados por Friedrich Freiherr von Hotze, custodiaban Vorarlberg, y más al sur, otros 46 000 hombres, bajo el mando del conde Heinrich von Bellegarde, formaban la defensa de Tirol. Los austriacos ya habían llegado a un acuerdo con el zar Pablo de Rusia, por lo cual el legendario Alexander Suvorov dejaría el retiro para ayudar a Austria en Italia con otras 60 000 tropas.

### Enfrentamiento en Ostrach
El Ejército del Danubio avanzó sobre Pfullendorf y Ostrach, la primera una ciudad imperial en la Suabia superior (sur) y la última una aldea cercana, que contaba con 300 habitantes y que era perteneciente a la Abadía Imperial de Salem, un rico e influyente territorio eclesiástico en el lago de Constanza. El objetivo de Jourdan era simple y directo: cortar la línea austríaca en la frontera de los estados del suroeste de Alemania y Suiza, evitando que la Coalición usara Suiza como ruta terrestre entre el centro y el sur de Europa. Aislar ambos escenarios evitaría que los austriacos se ayudaran entre sí; además, si los franceses tenían los pases interiores en Suiza, podrían utilizar estas rutas para mover sus propias fuerzas.
Extendiéndose entre las alturas de Pfullendorf y el pueblo se encuentra una llanura plana y ancha, pantanosa en algunos lugares, rodeada de colinas bajas y surcada por un pequeño arroyo afluente del cual el pueblo toma su nombre. El propio Ostrach se encuentra casi en el extremo norte de esta llanura, pero ligeramente al sur del propio Danubio. El 7 de marzo, las primeras fuerzas francesas llegaron allí y los austriacos llegaron un día más tarde. Durante la semana siguiente, llegaron fuerzas adicionales para ambos bandos y los dos ejércitos se enfrentaron en este valle.
El ejército francés se extendía en una larga línea desde el Danubio hasta el lago de Constanza. La Tercera División, comandada por Laurent de Gouvion Saint-Cyr, se colocó en el flanco izquierdo, y la fuerza destacada de Dominique Vandamme, que regresaba de un reconocimiento cerca de Stuttgart, deambulaba por la orilla norte del río. François Joseph Lefebvre comandaba la Vanguardia, colocada en la ladera debajo de Pfullendorf, y Joseph Souham, con la Segunda División, se colocaba detrás de él. La Primera División de Pierre Marie Barthélemy Ferino mantuvo el flanco más al sur, para defenderse de cualquier Embolsamiento que pudiera perpetuar la fuerza de Carlos. Jourdan estableció el mando en Pfullendorf, y la Caballería de reserva, comandada por Jean-Joseph Ange d'Hautpoul, se situó ligeramente al norte y al oeste de Souham.
A finales del 19 de marzo, los soldados austríacos y franceses habían realizado escaramuzas en los puestos de avanzada durante más de 30 horas, y la acción se hizo cada vez más intensa. En las primeras horas del 21 de marzo, el general Lefebvre informó a Jourdan que los austriacos estaban atacando todas sus posiciones y que el enfrentamiento general comenzaría pronto. Después de 24 horas de lucha, las fuerzas austriacas empujaron a las tropas de Lefebvre y Saint Cyr a las alturas de Pfullendorf. Aunque los zapadores destruyeron el puente principal sobre el río Ostrach, los austriacos lograron vadear el arroyo de todos modos. Casi flanquearon a las fuerzas del general Saint Cyr en el flanco derecho, flanquearon a las fuerzas de Lefebvre en el centro y cortaron una parte del flanco sur del cuerpo principal. Las tropas de Saint Cyr apenas lograron retroceder antes de quedar completamente aislados. Finalmente, el general Friedrich Freiherr von Hotze, marchando hacia el norte con 10 000 hombres desde Feldkirch amenazaron a la Primera División de Ferino desde el sur.

### Retirada francesa de Ostrach
El 21 de marzo, a las 22:00 horas, Jourdan ordenó que los heridos fueran transportados a Schaffhausen en Suiza, vía Stockach. El ejército principal comenzó su propia retirada en la madrugada del 22 de marzo. La división de reserva de d'Hautpoul salió primero y retrocedió por Stockach hasta Emmengen ob Eck. La primera división retrocedió hasta Bodman, en el extremo del norte de Überlingen, dedo del lago Constanza; en la retirada, una parte de la fuerza fue rodeada y cortada por la 2.° brigada de lanceros de Carlos Felipe, príncipe de Schwarzenberg, y más de 500 personas fueron capturadas y hechas prisioneras.

## Batalla en Stockach y Engen
Luchada en la intersección de las carreteras este-oeste y norte-sur en el lado este de la Selva Negra, la batalla, que duró todo un día, en Stockach y Engen enfrentó a los dos ejércitos por segunda vez en escasos siete días. Los austriacos todavía tenían la superioridad numérica, pero esta vez la diferencia era solo de dos a uno, en lugar de casi tres a uno. Jourdan había consolidado su fuerza en una línea más corta y tenía a todo el Ejército del Danubio bajo su mando directo. Carlos, igualmente, había acortado su línea; a pesar de que Hotze aún no había alcanzado al archiduque, él y sus 10 000 hombres se acercaban por la retaguardia izquierda de los austriacos.

### Disposiciones tácticas
El 23 de marzo, Jourdan tenía su cuartel general en las cercanías de Stockach. Había llamado a Barthélemy Ferino desde el extremo derecho; Ferino se había retirado a lo largo de la costa del lago Überlingen, el dedo noroeste del lago Constanza, para estar en posición en el flanco derecho cercano, adyacente a la división de Souham. Lefebvre, herido en Ostrach, estaba incapacitado para salir él mismo al campo, y Laurent Saint Cyr comandó el flanco izquierdo. Cuando Jourdan analizó su posición, la sintió demasiado extendida, por lo que retrocedió más por detrás de Stockach, hacia Engen, donde podría concentrar sus fuerzas. La primera división acampó cerca de Hohentwiel, la fortaleza del siglo XI con vistas a las marismas del punto más occidental del lago de Constanza. La segunda división, la vanguardia y una división de caballería acamparon en las alturas sobre Engen. La tercera división estaba acampada por Leibtengen (Liptingen, la llamaron los franceses) y Neuhausen. Vandamme y su pequeño cuerpo se colocaron discretamente en una posición detrás del flanco derecho austríaco. Jourdan estableció su cuartel general en Engen.

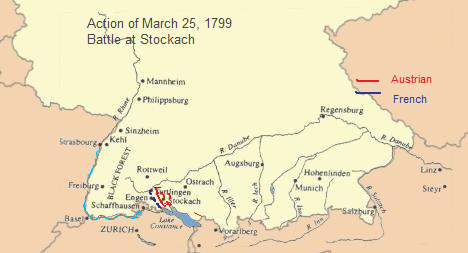
Las tropas francesas y austriacas concentraron sus fuerzas en las cercanías de Stockach el 25 de marzo de 1799.

El plan era sencillo: Vandamme y Saint Cyr atacarían simultáneamente la derecha austriaca, y la fuerza principal de Soult y Jourdan atacarían el centro y la izquierda austriaca. El plan de Jourdan, de atacar cuatro puntos del enemigo simultáneamente, le parecía la única acción razonable contra una fuerza con tal superioridad numérica.
Las columnas centrales de los Habsburgo incluían 17 000 hombres bajo el mando del mariscal de campo Friedrich Joseph, Conde de Nauendorf, quienes se formaron en tres columnas y se acercaron desde el noreste. La fuerza principal, bajo el mando del Archiduque Carlos, incluía a 53 000 hombres, también en tres columnas; en la fuerza principal, Carlos tenía bajo su mando a los príncipes de Anhalt y Fürstenberg más seis batallones en una cuarta columna, al norte de la columna principal, pero al sur del mando de Nauendorf. Una fuerza adicional de 13 000 tropas al mando del teniente mariscal de campo Anton Sztáray formaban el flanco sur.

### Enfrentamiento general
El enfrentamiento general se dio el 25 de marzo, fue un combate brutal y sangriento. Antes del amanecer, cerca de las 5:00, Saint Cyr inició el combate al enviar a sus fuerzas en un ataque precipitado contra la derecha austriaca, coordinado con el asalto de Souham y Ferino a la izquierda austriaca. El feroz ataque obligó a los austriacos a salir del bosque en el que se habían posicionado durante la noche y bajar por la carretera hacia el pueblo de Schwandorf. Temiendo que sus fuerzas fueran flanqueadas, Carlos dirigió algunos refuerzos para respaldar la fuerza del general Mervelt en la derecha austríaca, seis escuadrones de lanceros del Primer Regimiento. En este punto, el pequeño cuerpo de Vandamme, que se había colocado en posición la noche del 24 de marzo, atacó por la retaguardia. Las fuerzas de Saint Cyr se habían apoderado de los bosques a las afueras de Stockach, estos fueron nombrados por los austriacos como el bosque espantoso, y el conflicto que se dio allí fue descrito como "obstinado y sangriento". El mismo Archiduque llegó con seis batallones de granaderos húngaros y doce escuadrones de coraceros y los condujo a la lucha. Sus granaderos, experimentados y curtidos en batalla, se opusieron a exponerse y uno, de hecho, agarró las riendas del caballo de Carlos para detenerlo. Mientras el archiduque se preparaba para desmontar y guiar a sus hombres a pie, Karl Aloys zu Fürstenberg dio un paso adelante para ofrecerse como voluntario y, según los informes, dijo que moriría primero, antes de permitir que el archiduque se pusiera en peligro. Mientras Karl Aloys Fürstenberg dirigía a los húsares y granaderos a un contraataque, fue muerto al ser alcanzado por munición del tipo bote de metralla. El archiduque Carlos, finalmente, dirigió a sus granaderos, haciendo que el impulso francés no solo se detuviera, sino que se invirtiera. El Príncipe de Anhalt también murió en la batalla. Saint Cyr no avanzó hasta el asalto de Vandamme, pero ambos se retiraron ante la respuesta del Archiduque. En el tumulto, Claude Juste Alexandre Legrand, general de brigada de la 3.ª division de Saint Cyr, perdió tanto a su hermano como a su aide-de-camp (ayudante de campo), e incluso, el propio Jourdan apenas se había salvado de morir pisoteado o de ser capturado, mientras trataba de reunir a sus propias tropas. El número superior de austríacos detuvo el principal asalto francés al centro de los Habsburgo.
En el flanco derecho francés, el general Ferino intentó hacer retroceder a los austríacos, primero con un cañoneo, seguido de un ataque a través del bosque a ambos lados de la carretera entre Asch y Stockach. Dos columnas realizaron dos ataques, y ambos fueron rechazados; finalmente, Ferino sumó su tercera columna al asalto, que resultó en que los austriacos reorganizaran su línea, poniendo cañones en el centro para que realicen un pesado cañoneo. Ferino no pudo responder porque se había quedado sin munición de artillería. Los franceses con sus bayonetas cargaron contra el pueblo de Wahlwies, tomándolo con éxito, pero no pudieron mantenerlo durante la noche, y posteriormente retrocedieron.

## Consecuencias

### Retirada
En la tarde del 26 de marzo, Jourdan organizó el abandono de las posiciones en Engen y Stockach. Saint Cyr ya se había retirado a lo largo del Danubio, después de que fracasaran sus ataques y los de Vandamme a la derecha austriaca, y se dirigía hacia el oeste hacia la Selva Negra. Inexplicablemente, al menos en ese momento, los austriacos no lograron perseguir a los franceses en retirada; en lugar de perseguir a los franceses, Carlos ordenó a su ejército acantonar en Stockach y Engen, tan al sur como Wahlweiss. El Consejo Áulico, al establecer un plan de batalla, había prohibido aproximarse al Rin hasta que se expulsase al ejército francés de Suiza.
El 31 de marzo, el Ejército del Danubio se estableció en Neustadt, Friburgo de Brisgovia, Freudenstadt y Schiltach. Jourdan instaló su cuartel general en Hornberg. La caballería no pudo encontrar suficiente forraje en las montañas y fue enviada a Offenburg.

## Interpretación
Jourdan afirmó más tarde que los austríacos habían perdido a 7000 hombres entre muertos o heridos, más otros 4000 que fueron hechos prisioneros y varios cañones. Durante todo el día del enfrentamiento general, los franceses habían permanecido en el campo de batalla sin carne, pan ni brandy, y sus animales habían estado sin forraje: "es imposible negar", escribió Jourdan más tarde, "sin la más flagrante injusticia o falsedad, que obtuvimos una victoria". Ambos lados se adjudicaron la victoria, pero la mayoría de los historiadores de los siglos XIX y XX se la otorgaron a la fuerza austriaca.
El Directorio francés también lo hizo. A mediados de abril, aquejado de una enfermedad nefrítica, Jourdan entregó el mando a su jefe de Estado Mayor, general de división Jean Augustin Ernouf, y regresó a París para quejarse de la falta de hombres, la inexperiencia de los hombres que tenía, sus provisiones, y el tamaño, la experiencia y el suministro del ejército al que tenía que enfrentarse. Sin embargo, pocos simpatizaban con él y, cuando le dijo al Directorio que estaba enfermo, presentando su renuncia, esta fue aceptada.
Desde el exilio en Elba, quince años después, Napoleón analizó la batalla de Stockach y la derrota francesa: su causa, concluyó, residía en la división de fuerzas de Jourdan. A pesar de que Jourdan había aumentado la concentración de su línea, en comparación a su disposición en Ostrach, la fuerza francesa todavía estaba sobre-extendida. Contra una fuerza más concentrada, los austríacos no podrían haber movido tropas desde la izquierda para reforzar el flanco derecho cuando Saint Cyr y Vandamme atacaron por delante y por detrás. Además, afirmó Napoleón, la fuerza de Ferino en la derecha francesa no se había concentrado lo suficiente y el asalto de la caballería de d'Hautpoul había tardado demasiado en ejecutarse, dando a los austriacos la ventaja. La izquierda austriaca había detenido su asalto, liberando hombres del flanco sur para reforzar el norte. Es importante destacar que la línea austriaca era lo suficientemente corta como para que las tropas pudieran moverse rápidamente desde el flanco sur al norte. Además, argumentó Napoleón, Jourdan se había retirado al noroeste, a la Selva Negra para proteger Alsacia. Él tuvo que haberse retirado hacia el sur, para unirse al bien posicionado Ejército de Helvetia de André Masséna; la combinación del ejército de Helvetia y el ejército del Danubio podrían haber derrotado al ejército de los Habsburgo. Con la equivocada estrategia general de Jourdan, afirmó Napoleón, los franceses consiguieron una derrota de las fauces de la victoria.